# Halford John Mackinder
Halford John Mackinder, né le 15 février 1861 à Gainsborough (Lincolnshire) et mort le 6 mars 1947 à Bournemouth, est un géographe britannique, généralement considéré comme le père fondateur de la géopolitique.

## Jeunesse
Halford J. Mackinder est né le 15 février 1861, à Gainsborough, dans le Lincolnshire, où son père, Draper Mackinder, est médecin de son état. Il effectue ses études secondaires à la Queen Elizabeth's Grammar School de Gainsborough (aujourd'hui Queen Elizabeth's High School), puis au Epsom College. Pendant ses études à l'université d'Oxford, il est étudiant du Christ Church College. Il étudia tout d'abord les sciences naturelles, se spécialisant dans la zoologie avec Henry Nottidge Moseley, naturaliste de l'expédition du Challenger. Lorsqu'il se remet à étudier l'histoire, il se rend compte qu'il retourne « à un vieil intérêt et choisit l'histoire moderne avec l'idée de voir comment la théorie de l'évolution apparaîtrait dans le développement humain ». Il se spécialise en tant que géographe physique, s'intéressant plus tard à l'économie et aux théories politiques, déclarant que la géographie physique et la géographie humaine devraient être traitées comme une seule et même discipline.

## Réalisations
Mackinder est considéré comme l'un des pères fondateurs de la géographie moderne britannique, mais aussi de la géopolitique et de la géostratégie. Il récuse toutefois le terme de la Géopolitique, en raison de l'usage qui en est fait par les tenants de la Geopolitik allemande, et en tout premier lieu le général Karl Haushofer, proche du régime national socialiste.
En 1899, il accomplit la première ascension du mont Kenya.
Mackinder introduit en 1887 l’enseignement de la géographie à l’université d'Oxford. Il y fonde en 1899 un institut de géographie, la School of Geography, en 1899, dont il occupe la direction jusqu'en 1904. Il occupe la direction de la London School of Economics de 1903 à 1908. Élu membre de la Chambre des communes en 1910, il y siège sur les bancs conservateurs jusqu'en 1922. En 1919, il publie Democratic Ideals and Reality: A Study in the Politics of Reconstruction.
Mackinder est considéré comme l'un des principaux fondateurs de la géopolitique. En accord avec les idées de son temps, il est persuadé de la supériorité raciale anglo-saxonne et de la mission civilisatrice de son pays vis-à-vis des autres peuples. Deux événements historiques contribuent à la formation de sa réflexion : la guerre des Boers (1899-1902) et les événements de Mandchourie en 1904. Il est opposé à l'indépendance irlandaise et partisan de la préférence impériale contre le libre commerce.
Mackinder pense, à la manière de Friedrich Ratzel, que le monde doit être perçu à partir d'une cartographie polaire (et non une projection mercatorienne). D'après sa théorie du Heartland, on observerait ainsi la planète comme une totalité sur laquelle se distinguerait d'une « île mondiale », Heartland (pour 2/12e de la Terre, composée des continents eurasiatique et africain), des « îles périphériques », les Outlyings Islands (pour 1/12e, l'Amérique, l'Australie), au sein d'un « océan mondial » (pour 9/12e). Il estime que pour dominer le monde, il faut tenir cet heartland, principalement la plaine s'étendant de l'Europe centrale à la Sibérie occidentale, qui rayonne sur la mer Méditerranée, le Moyen-Orient, l'Asie du Sud et la Chine. Il illustre sa thèse en évoquant les grandes vagues d'invasions mongoles qu'a connues l'Europe au cours des XIIIe et XIVe siècles notamment sous l'égide de Gengis Khan et de Tamerlan. La plaine ukrainienne représentait alors, selon Mackinder, l'espace de mobilité par excellence permettant des invasions rapides au moyen de la cavalerie. De fait, la devise de Mackinder serait « qui tient l’Europe orientale tient le heartland, qui tient le heartland domine l’île mondiale, qui domine l’île mondiale domine le monde ». Il reprend la devise du grand navigateur anglais Sir Walter Raleigh qui, le premier, s'était exprimé ainsi : « Qui tient la mer tient le commerce du monde ; qui tient le commerce tient la richesse ; qui tient la richesse du monde tient le monde lui-même ».
Cette vision de la géopolitique cristallise le rapport de force qui oppose les puissances de la mer aux puissances terrestres. Mackinder et le Royaume-Uni voient donc d'un mauvais œil l'émergence d'une Allemagne forte sur le continent, pouvant s'allier avec l'Empire russe.
Sa géopolitique est utilisée quelques années plus tard par les géopolitologues américains comme Nicholas Spykman qui développe plutôt le concept de Rimland : « Qui contrôle le rimland gouverne l'Eurasie ; qui gouverne l'Eurasie contrôle les destinées du monde »...

## Œuvres
- Mackinder, H.J. On the Scope and Methods of Geography On the Scope and Methods of Geography, Proceedings of the Royal Geographical Society and Monthly Record of Geography, New Monthly Series, Vol. 9, No. 3 (Mar., 1887), pp. 141-174.
- Mackinder, H.J. Sadler, M.E. University extension: has it a future?, London, Frowde, 1890.
- Mackinder, H.J. “A Journey to the Summit of Mount Kenya, British East Africa”, The Geographical Journal, Vol. 15, No. 5 (May, 1900), pp. 453-476.
- Mackinder, H.J. Britain and the British Seas. New York: D. Appleton and company, 1902.
- Mackinder, H.J. "The geographical pivot of history". The Geographical Journal, 1904, 23, pp. 421–37.
- Mackinder, H.J. “Man-Power as a Measure of National and Imperial Strength”, National and English Review, XIV, 1905.
- Mackinder, HJ. "Geography and History", The Times. 9 February 1905.
- Mackinder, H.J. Our own islands, an elementary study in geography, London: G. Philips, 1907
- Mackinder, H.J. The Rhine: its valley & history. New York: Dodd, Mead. 1908.
- Mackinder, H.J. Eight Lectures on India. London : Waterlow, 1910.
- Mackinder, H.J. The modern British state : an introduction to the study of civics. London: G. Philip, 1914.
- Mackinder, H.J. Democratic Ideals and Reality. New York: Holt, 1919.
- Mackinder, HJ. 1943. "The round world and the winning of the peace", Foreign Affairs, 21 (1943) 595-605.